# Кобринська губернія
Кобринська губернія — адміністративна одиниця Берестейської економії. Фольварки Шмати, Адамків, Пельчичі.

## Ключі
- Вежицький
- Городецький
- Закросницький
- Ілоський
- Кобринський
- Литвинковський
- Тевельський
- Черевачицький